# البريد السعودي

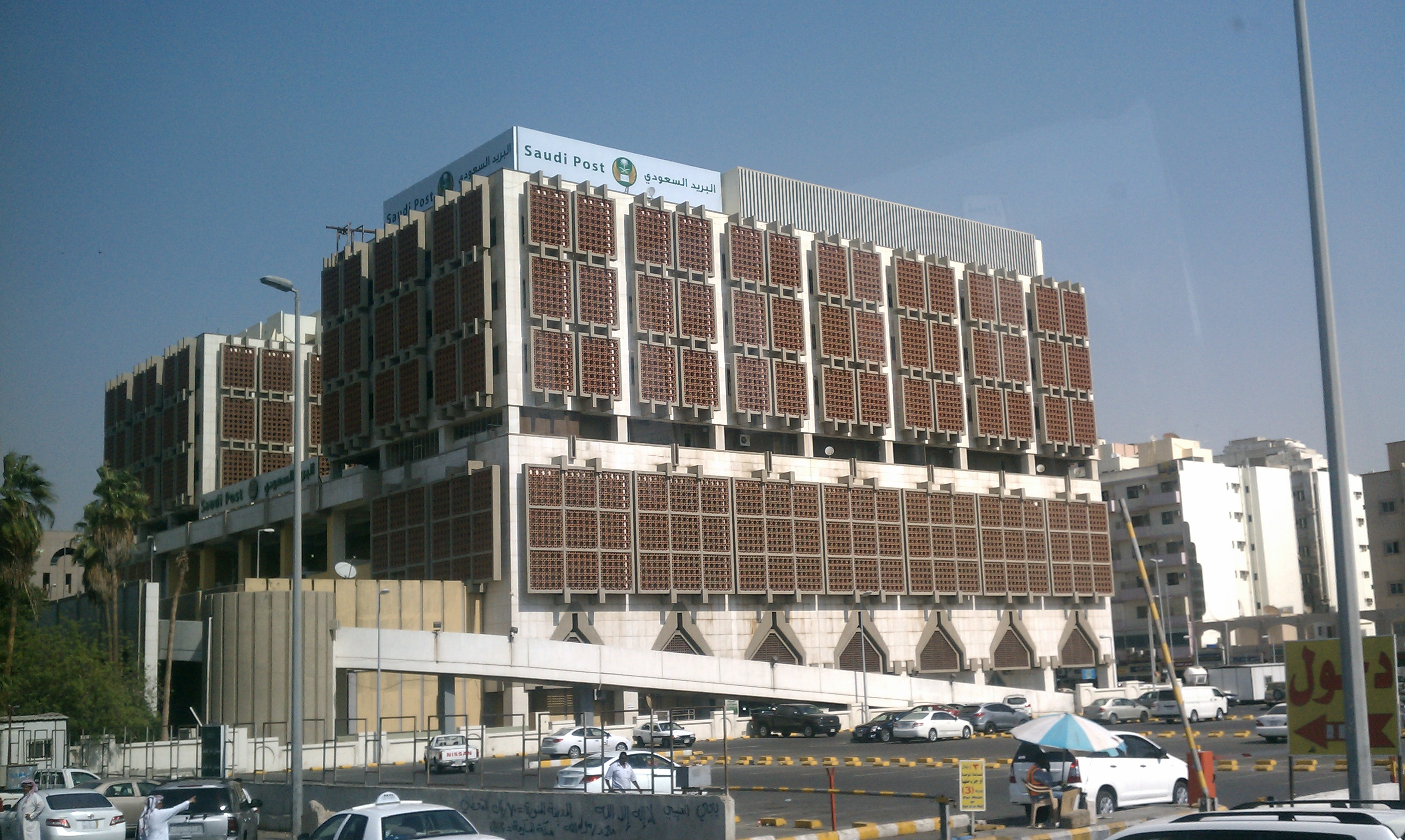
مكتب بريد في جدة.

«سُبل» ويعرف سابقا بالبريد السعودي، هي المؤسسة المسؤولة عن الخدمات البريدية والبريد الرسمي في السعودية، تأسست عام 1926، وتعد من أقدم مؤسسات الدولة على الإطلاق. تعتبر مؤسسة البريد السعودي، جهاز التنظيم الأكثر تطوراً في القطاع الحكومي خلال هذه الفترة حيث استحدث العديد من الخدمات الإلكترونية مثل العنوان البريدي (خدمة واصل) وخدمات العنوان الدولي (واصل العالمي) وخدمات النظم الجغرافية للعناوين البريدية حيث يعتبر العنوان البريدي السعودي من العناوين الأحدث على مستوى العالم وقد تشرفت المؤسسة بالعديد من الجوائز العالمية والإقليمية والمحلية في هذا المجال خاصة وفي العديد من المجالات الأخرى.
عبر البريد السعودي خلال تاريخه بمرحلتين هما مرحلة ما قبل تأسيس المملكة والثانية ما بعد التأسيس على يد المؤسس عبد العزيز آل سعود.

الشعار السابق للبريد السعودي (سُبل حاليا)

في 29 أبريل 2021 أطلق البريد السعودي هويته الجديدة وأصبح اسمه «سُبل».

## لمحة تاريخية

### قبل توحيد المملكة
قبل دخول الملك عبد العزيز الرياض عام 1319هـ كان بعض أصحاب المحلات (الدكاكين) يتطوعون للقيام بخدمة البريد في ميدان العدل (الصفاة) بوضع أكياس من القماش الأبيض مكتوب عليها اسم المدينة أو القرية ويقوم صاحب الرسالة بوضعها ومن ثم يتم إرسالها باستخدام الدواب مع المسافرين، أما البريد الوارد فيوضع في أماكن خاصة داخل الدكاكين ومن له رسالة يحضر لأخذها
أما في مكة المكرمة وجدة فكان البريد يحمل على الدواب في رحلات تستغرق (14) ساعة، وكان مكتب البريد يتكون من رئيس ونائب له وبائع الطوابع ويسمى (مأمور كشك) ومأمور المسجلات والعادي، كما كان البريد يحمل على الجمال إلى الليث وجازان وأبها ونجران وغيرها من مدن الجنوب مرة أو مرتين في الشهر، وفي المدينة المنورة كان يحمل على الجمال إلى جدة وبعد إنشاء الخط الحديدي بينها وبين دمشق أصبح البريد ينقل بالقطار، كما كان البريد الخارجي بين جدة ومصر يتم أسبوعياً بواسطة شركات الملاحة الخديوية والإيطالية والهندية، كما كان ينقل مرة واحدة أسبوعياً بين جدة وبور سودان وكل عشرين يوما إلى الهند.

### المديرية العامة للبريد
بعد توحيد المملكة العربية السعودية واكتشاف النفط أخذ التطور السريع للبريد الأشكال التالية:
أنشئت مديرية الأعمال البريدية عام 1354هـ.
•كانت مصلحة البرق والبريد والهاتف قبل عام 1373هـ تدير الأنشطة البريدية ثم انتقلت لوزارة المواصلات تحت مسمى (وكالة وزارة المواصلات للشئون السلكية واللاسلكية والبريدية). تم انضمام البريد السعودي للاتحاد البريدي العالمي في عام 1348هـ 1929م. صدر أول طابع بريد سعودي عام 1334هـ. تعتبر المملكة ثاني دولة عربية تصدر الطوابع البريدية العادية والتذكارية. منذ عام 1390هـ ومع بداية خطط التنمية السعودية الخمسية شمل التطور الكبير للبريد مختلف مجالات الخدمة البريدية بالتوسع كماً وكيفاً. صدرت أول ميزانية مستقلة للبريد في شهر رجب عام 1392هـ بعد إنشاء المديرية العامة للبريد. أنشئت وزارة البرق والبريد والهاتف (وزارة الاتصالات وتقنية المعلومات حاليا) بناء على الأمر الملكي رقم 236/أ في 8/10/1395هـ. أنشأت المديرية العامة للبريد خدمة البريد الممتاز في 8/10/1404هـ.

### الخصخصة
ضمن التحولات التنموية في المملكة العربية السعودية حالياً صدر قرار مجلس الوزراء بتاريخ 29/3/1423هـ الموافق 10/6/2002م بتحويل المديرية العامة للبريد إلى مؤسسة عامة تعمل وفق فلسفة القطاع الخاص، وفي مطلع عام 1426هـ تم تنفيذ مرحلة واسعة في مؤسسة البريد السعودي تمثلت في استحداث إدارات وتقديم خدمات جديدة والإعلان عن المشروع الجديد للعنونة (المحدد) والتوصيل الحديث إلى المنازل والمباني.

## الاستراتيجية
يتبنى البريد السعودي إستراتيجية تتمحور حول البناء الاستراتيجي للمؤسسة (بناء الشبكات المتعددة)، وتطوير وحدات الأعمال، وتطوير البناء التنظيمي وأساليب العمل، وذلك لتحقيق عدة أهداف منها؛ تطوير الأطر التنظيمية لقطاع البريد وإعداد نظام متطور للعمل البريدي في السعودية، وتطوير الخدمات البريدية التي تقدمها المؤسسة وتحديث وتطوير أداء المؤسسة في سوق البريد، والتوسع في أنشطة ومنتجات وخدمات جديدة ومربحة وذات نمو جيد.w

## الأنشطة والمهام
تقديم الخدمات البريدية والمنتجات المتنوع للعملاء، وتطوير أساليب حديثة لقبول البريد وجمعه ومعالجته ونقله وتوزيعه، تقديم خدمات الحوالات المالية، وإنشاء شركات تابعة لها والمساهمة في تأسيس شركات تقوم بأداء أنشطة ذات علاقة بطبيعة أعمالها أو المشاركة فيها، ووضع البرامج وتطوير الخدمات الالكترونية التي تحقق أهداف الحكومة والتجارة الالكترونية، والقيام بأي مهام أخرى تتفق مع طبيعة عملها، تنويع المنتجات والخدمات من خلال إدخال خدمات جديدة، والاستمرار في تطوير وتحديث منافذ البيع «المكاتب الأمامية» وتجهيزها بأحدث الأجهزة والمعدات، العمل على نشر الخدمات والمنتجات البريدية الشمولية وتغطية المدن والمحافظات والقرى في المملكة بتلك الخدمات، وتنظيم ممارسة العمل البريدي في سوق وصناعة البريدي، والقيام بإجراء الدراسات الدورية والمستمرة لتلافي المعوقات التي تعترض مسار تقديم الخدمات البريدية، والتدعيم المستمر للقوى العاملة على رأس العمل، من خلال استقطاب كفاءات وخبرات وطنية متخصصة في كافة المجالات التي تلبي احتياجات المؤسسة.

## أعضاء مجلس الإدارة[8]
| الإسم                      | المنصب                                                   |
| -------------------------- | -------------------------------------------------------- |
| المهندس/ صالح الجاسر       | رئيس مجلس الإدارة                                        |
| المهندس/ آنف أبانمي        | نائب رئيس مجلس الإدارة - رئيس مؤسسة البريد السعودي (سبل) |
| الأستاذ/ أحمد الحسن        | عضو                                                      |
| الأستاذ/ بدر الصقير        | عضو                                                      |
| الأستاذ/ إبراهيم بن معيوف  | عضو                                                      |
| الأستاذ/ طارق الوهيبي      | عضو                                                      |
| المهندس/ يوسف اليوسفي      | عضو                                                      |
| الأستاذ/ جميل الملحم       | عضو                                                      |
| الأستاذ/ محمد الشتوي       | عضو                                                      |
| الأستاذ/ عبدالعزيز الفوزان | أمين عام مجلس الإدارة                                    |

## الطوابع البريدية في السعودية
أول طوابع بريدية صدرت وهي تحمل اسم المملكة العربية السعودية كانت في 1 يناير 1934. تواصل إصدار الطوابع البريدية العادية حتى وقتنا الحاضر، وفي الغالب كانت تلك الطوابع تحوي مواضيع ذات صلة بالحياة في المملكة العربية السعودية وبينها عدد من الطوابع التي أستمر طال أمد إصدارها بسلسلة لا نهائية. You

## العنوان الوطني
ابتكرت مؤسسة البريد السعودي العنوان الوطني ليكون عنواناً وطنياً موحداً وشاملاً لجميع مناطق ومدن وقرى وهجر المملكة العربية السعودية. وأقر مجلس الوزراء السعودي بتاريخ 1434/7/24هـ العنوان الوطني كالمرجع الرئيسي للعنونة في السعودية.
ويهدف العنوان الوطني إلى الانتقال من العنوان الوصفي إلى العنوان الرقمي، بهدف تسهيل الاستدلال على المواقع عن طريق عناوين معيارية موحدة لكافة المناطق والمدن حيث يسهل معها التعامل والاستدلال.

شعار العنوان الوطني

ويُعد المشروع من أهم المشروعات الحضارية الاستراتيجية التي نُفذت للمرة الأولى في منطقة الخليج العربي والعالم العربي، كما حُظي باعتمادات دولية من اتحاد البريد العالمي (UPU) وغيرها، حيث يعبّر المشروع عن توجه الحكومة السعودية نحو مواكبة أحدث التطورات العالمية في مجال الاتصالات وتقنية المعلومات.

### مكونات العنوان الوطني[11]
- رقم المبنى: هو رقم فريد يمثل مبنى سكني أو تجاري داخل الرمز البريدي. ويتمثل في أربعة أرقام.
- اسم الشارع: اسم الشارع الذي يقع عليه المدخل الرئيسي للمبنى أو المحل.
- الحي: اسم الحي الذي يتواجد المبنى بداخله.
- المدينة: اسم المدينة الذي يتواجد بها العنوان.
- الرمز البريدي: عبارة عن خمس خانات رقمية، كل خانة لها مدلول مكاني. والرمز البريدي يغطي منطقة جغرافية محددة كجزء من الحي أو أي تجمع سكني.
- الرقم الإضافي: وهو مشابهة لرقم المبنى، ويتكون أيضاً من أربعة أرقام.